# Cherise Taylor
Cherise Taylor (nascida em 6 de novembro de 1989) é uma ciclista profissional sul-africana. Define-se como contrarrelogista.
Participou na prova de estrada nos Jogos Olímpicos de Pequim 2008, terminando na 59ª posição. Em maio de 2012, casou-se com o notável ciclista Burry Stander. O marido, porém, morreu em 3 de janeiro de 2013, após ser atingido por um táxi.